# Agave vilmoriniana
A Agave vilmoriniana é popularmente conhecida como Agave polvo porque suas folhas longas, grossas, de coloração verde médio e torcidas, lembram os tentáculos de um polvo. Pertence à família Asparagaceae, suculentas nativas do México. São perenes e monocárpicas (só florescem uma vez na vida). Atingem até um metro de altura e um metro e meio de diâmetro.
Depois de 4 a 15 anos do plantio (geralmente por volta dos nove anos), surge uma inflorescência que pode atingir mais de sete metros de altura, com muitas flores amarelas, que são seguidas por bulbilhos (brotos). Depois disso a planta morre e os brotos formam novos exemplares.
Por ser nativa de regiões semi-áridas, a agave polvo gosta de muito sol e pouca água, mas também vai bem em equatorial, tropical e subtropical, desde que o solo tenha boa drenagem. Pode ser usada em jardins ou em vasos como planta isolada, para permitir que as suas folhas esculturais tenham espaço suficiente para crescer. É geralmente livres de pragas e doenças. Podas não são necessárias. Se as folhas inferiores forem sendo removidas, surge um tipo de tronco e a planta perde sua aparência natural.